# 327989 Howieglatter
327989 Howieglatter este o planetă minoră (asteroid) din centura de asteroizi. A fost descoperită pe 10 aprilie 2007 la Charleston⁠(d) de Astronomical Research Observatory, Charleston⁠(d). 
Obiectul prezintă o orbită caracterizată de o semiaxă mare de 2,9093945418204 UAi, o excentricitate de 0,089857574206105, o înclinație de 9,7244168017541 ° în raport cu ecliptica.